# 鰂魚涌站
鰂魚站是一個位於香港東區鰂魚涌、七姊妹及寶馬山地底，屬於港鐵港島綫與將軍澳綫的鐵路轉乘站，於1985年5月31日啟用。

## 車站構造
由於當初在車站設計時沒有考慮到轉車的需要，故此前地鐵公司在興建東區海底隧道時，額外在下層加建2個月台及3條長短不一的通道連接原有的港島綫月台。而車站的轉乘通道設計迂迴，對乘客造成不便，故此直到1997年前地鐵公司才在車站加建升降機，情況才稍有改善。
由於車站設計讓步行往返大堂及將軍澳綫月台需時約5分鐘，故鰂魚涌站會於尾班車開出7分鐘前通知乘客請勿入閘，這是7分鐘前請勿入閘的其中一個車站（另一個為博覽館站），與其他車站的5分鐘不同。
- 車站東大堂建築物外觀（2021年4月）

### 樓層
|                            |   | 港島綫往柴灣（太古）     | 1 |  |
| 分離式 · 開右邊车门        |   |                          |   |  |
| 暗挖式月台層通道／轉乘通道 |   |                          |   |  |
| 分離式 · 開右邊车门        |   |                          |   |  |
|                            | 2 | 港島綫往堅尼地城（北角） |   |  |

|                            |   | 將軍澳綫往寶琳及康城（油塘） | 3 |  |
| 分離式 · 開右邊车门        |   |                              |   |  |
| 暗挖式月台層通道／轉乘通道 |   |                              |   |  |
| 分離式 · 開右邊车门        |   |                              |   |  |
|                            | 4 | 將軍澳綫往北角（終點站）     |   |  |

### 大堂
在港島綫初建成之時，鰂魚涌站已經設有2個互不相連的大堂，分別位於英皇道近太古坊的東大堂及位於七姊妹模範邨旁的西大堂，當中車站主要設施則設於東大堂，而東大堂亦為所有港島綫車站中唯一一個設於地面的車站大堂；至於連接西大堂的C出口則建於模範里的盡頭，而西大堂與地面的水平稍為略低，然而由於能挖掘的空間有限，故該大堂的面積較其他車站大堂狹窄，而該大堂亦在欣澳站啟用之前為全香港面積最小的鐵路車站售票大堂。另外兩個大堂均設有客務中心。
現時，鰂魚涌站東大堂內亦提供不同類型的商店、自助服務設施以及「iCentre」免費上網服務設施。
- 東大堂，非付費區（2021年6月）
- 西大堂及C出口行人通道（2021年6月）
- 付費區「iCentre」互聯網服務（2021年4月）

### 月台
車站設有兩層月台，當中上層月台為港島綫1、2號月台；下層月台則為將軍澳綫3、4號月台，所有月台均為分離式月台，並已裝設月台幕門。而上下層月台只設3條通道接駁，並在3號月台（將軍澳綫往寶琳／康城）旁設升降機往返兩層月台。另外下層月台深達42米，為港鐵系統中車站距離地面第四深的月台。
- 1號月台（2021年6月）
- 2號月台（2021年6月）
- 3號月台（2021年6月）
- 4號月台（2021年6月）

由於鰂魚涌站是前觀塘綫終點站之一，所以在3號月台尾端牆門後（近觀塘綫掉頭隧道一方）設有一個員工專用的化學廁所。
而鰂魚涌站亦如同大部分港島綫車站在月台焗漆板上印有書法字，其中書法字中的「魚」字採用了異體字。
另外車站除了4號月台（將軍澳綫往北角）為彎曲月台外，其餘3個月台均為直線月台。而4號月台並為港鐵極少數沒有在管道牆壁上設置廣告燈箱的月台之一，在前觀塘綫的「紓緩鰂魚涌轉車站擠塞工程」竣工以及將軍澳綫通車後至今仍未有加設。

#### 觀塘綫掉頭隧道（已封閉）
鰂魚涌站下層月台以西原有一段掉頭隧道，列車在鰂魚涌站落客後便會駛進該隧道掉頭。在「紓緩鰂魚涌轉車站擠塞工程」竣工後，觀塘綫在2001年9月27日起改以北角站為終點站，掉頭隧道並於同年11月封閉。

### 出入口
鰂魚涌站共設有3個出入口，其中C出口設於西大堂；而A、B出口則設於東大堂，當中B出口則以行人天橋連接東大堂及芬尼街，但由於東大堂A出口外本身並設有斑馬線可供行人橫過英皇道，同樣可以前往芬尼街而毋須上下樓層，因此使用B出口的人流較少。
|                                      |        | |      |
|                                      |        | |      |
| 編號                                 | 指示   | 建議前往的目的地 | 圖片 |
| 東大堂                               |        | |      |
| 出口 · A · 盲道标志 · 无障碍通道标志 | 太古坊 | 太古坊、康橋大廈、華懋交易廣場、栢克大廈、德宏大廈、多盛大廈、香港青少年發展聯會德育發展中心、林肯大廈、港島東中心、英皇道、萬利廣場、濱海街、金海大廈、電訊盈科中心、鰂魚涌市政大廈、新威園、鰂魚涌公園、糖廠街、華蘭路、華信花園、華蘭中心、華蘭花園 |      |
| 出口 · B · 扶手电梯标志              | 芬尼街 | 芬尼街、嘉諾撒書院、香港嘉諾撒學校、海澤街、海堤街、舍區、麗池花園大廈 |      |
| 出口 · B · 扶手电梯标志              | 芬尼街 | 芬尼街、嘉諾撒書院、香港嘉諾撒學校、海澤街、海堤街、舍區、麗池花園大廈 |      |
| 西大堂                               |        | |      |
| 出口 · C · 无障碍通道标志            | 模範里 | 模範里、英皇道633號、友邦香港大樓、柏立基夫人健康院、百福花園、循道衛理聯合教會北角堂、北角循道學校、丹拿山循道學校、鰂魚涌地區康健站、東港中心、北角海逸酒店、警務處東區總部暨北角警署、健康村、健康邨遊樂場、模範邨、廉政公署总部大楼、香港青年協會大廈、香港殯儀館、保險業監管局、嘉里中心、K11 ATELIER 英皇道、柯達大廈、北角政府合署、北角街市、君豪峰、勞工處北角就業中心、泓富產業千禧廣場、培僑中學、番禺會所華仁小學、科匯中心、香港聾人褔利促進會、香港中華煤氣有限公司、香港聾人福利促進會 賽馬會香港中心、東祥工廠大廈、水務署香港及離島分署 |      |
| 註： 設有 \| 設有 \| 設有扶手電梯    |        | |      |

### 車站藝術
站內扶手電梯外牆曾經掛上壁畫藝術品，不過該藝術品已於2010年代中拆除。直到2018年3月，太古地產首度與港鐵合作，在連接月台至東大堂（A、B出口）之間的通道加設由英國街頭藝術家Remi Rough創作的藝術品《動感清晨》。
| 鰂魚涌站藝術品概覽 | 鰂魚涌站藝術品概覽 | 鰂魚涌站藝術品概覽 | 鰂魚涌站藝術品概覽         | 鰂魚涌站藝術品概覽 |
| 圖片               | 藝術品             | 藝術家             | 位置                       | 完成日期           |
| ------------------ | ------------------ | ------------------ | -------------------------- | ------------------ |
|                    | 《動感清晨》       | Remi Rough（英國） | 連接東大堂（A、B出口）通道 | 2018年3月          |

## 利用狀況
鰂魚涌站為港島綫及將軍澳綫其中一個轉車站，每天均有不少乘客會選擇在鰂魚涌站轉車往返港島區及九龍區。
而車站鄰近多棟商業大廈，例如太古坊、嘉里中心、柯達大廈、樂基中心等，因此出入閘人流集中於上班日的上下班時間。

### 車站轉車客源
鰂魚涌站自在1989年8月成為了港島綫及觀塘綫的轉車站，有不少原本使用金鐘站轉車的乘客則改用鰂魚涌站轉車，而車站自1990年代開始已出現供不應求，在「紓緩鰂魚涌轉車站擠塞工程」落成前數年，其轉車通道更出現飽和現象，而當時地鐵公司表示鰂魚涌站每小時客流量為約45,000人次，早已超出了車站每小時35,000人次的設定流量。而在2001年9月「紓緩鰂魚涌轉車站擠塞工程」落成後，不少往返港島綫北角站以西沿綫各站的乘客改用北角站轉車，故此轉車通道的人流已大為減少；至於往返港島綫太古站至柴灣站的乘客仍須使用鰂魚涌站轉車。
2002年8月，將軍澳綫全綫通車並取代觀塘綫，此站成為了港島綫及將軍澳綫的轉車站。故此現時除了原有往返港島綫及觀塘綫的乘客外，亦有使用將軍澳綫往返將軍澳的乘客。因此車站現時有很高的轉車人流。不過因為早上繁忙時間北角站轉乘通道相當擠迫，有部分前往堅尼地城沿途各站的將軍澳綫乘客會寧願選擇在鰂魚涌站轉乘港島綫，以避開北角站擠迫的人潮。

## 歷史

### 選址及命名
原本在1970年代港島綫定線的初稿中，並沒有鰂魚涌站。只有一個名為芬尼站的地下車站設於現時鰂魚涌街附近。1980年，由於政府修改地下鐵路發展藍圖，於康山地底加設康山站（即現時太古站）。因此芬尼站附近進行填海工程，以使發展為工業區，故此芬尼站列入後期興建車站。
1983年，由於政府再次修改鰂魚涌發展藍圖為商業區，以配合太古地產在太古船塢發展太古城大型住宅項目，所以芬尼站與七姊妹站合併，並改稱鰂魚涌站，與港島綫第一期同時興建。車站於1985年5月31日隨港島綫通車而啟用，而車站承建商為保華建築有限公司。

### 車站擴建
1984年，政府就東區海底隧道之BOT專營權進行招標，作為行車和鐵路兩用隧道，其中鐵路部分以地鐵觀塘綫延伸至香港島。原計劃觀塘綫在太古站與港島綫交匯，但因為要遷就行車隧道的走綫，地鐵當局只能大幅度改建鰂魚涌站作為一個「十」字型轉車站，乘客需要步行數分鐘才能抵達另一路綫之月台。有關工程於1986年6月開始動工興建，而由1989年8月6日起，觀塘綫延伸至鰂魚涌站，鰂魚涌站成為觀塘綫的終點站，並且成為觀塘綫當時唯一一個位於港島區的車站。
根據專營權安排及租賃協議，上述月台及連接東隧的隧道，均由東區海底隧道有限公司持有，地鐵需每半年繳付租金一次，至2008年專營權屆滿後由政府收回並繼續收取租金。因應地鐵公司於2000年上市，東隧公司與政府再訂補充協議，規定地鐵於專營權屆滿後接收擴建月台及隧道。
另外在擴建後車站下層月台深度達42米，故鰂魚涌站亦曾成為全香港距離地面最深的地底車站。

### 「彈性上下班」計劃
觀塘綫伸延至鰂魚涌站後，前地鐵公司為紓緩荃灣綫過海人流，推出「彈性上下班」計劃，吸引乘客使用鰂魚涌站轉車。前地鐵公司在三條轉綫通道內安裝特別的核票機，使用通用儲值車票的乘客在這些時段使用鰂魚涌站轉車時將該車票插入這些核票機，便可享有車資折扣。後來計劃完結，這些核票機亦隨之拆除。

### 紓緩鰂魚涌轉車站擠塞工程
受東區海底隧道走線的限制，當時觀塘綫伸延至鰂魚涌站的走綫不能跟港島綫平行，限制了車站不能規劃成跨月台轉綫站。而使用鰂魚涌站轉綫必須上落樓層以及經過迂迴通道，對乘客而言固然不便，但作為當時港島東唯一的轉綫站，要同時處理來自觀塘綫與港島綫的轉車客流，因此鰂魚涌站的轉綫通道擠塞情況非常嚴重。在1995年，於早上繁忙時間每小時有近三萬人次使用此站轉乘，直逼設計上限的3.6萬人次。同年地鐵宣佈推行「紓緩鰂魚涌轉車站擠塞工程」，在站內增設扶手電梯，並興建新的轉乘站。初期地鐵考慮延伸至天后站，惟因市政局反對及無法做到跨月台轉乘而轉為研究炮台山站方案。北角站最初不獲青睞，因列車經原有隧道前往北角站須轉彎近90度，但考慮到地理限制等因素後，地鐵在1996年終於敲定以北角站為新終點站。整項工程耗資約49億元，當時預計可為乘客節省5分鐘的轉乘步程。整項工程歷時4年，觀塘綫終於2001年9月27日延伸至北角站，鰂魚涌站則成為觀塘綫的中途站。同日起位於此站以西的越位隧道停用，並於同年11月被拆去道岔後封閉；但是，由於當時未有拆卸隧道的技術及需要，因此舊隧道結構未有回填並仍然保留，而北角城市規劃大綱圖中仍有顯示該隧道。

### 將軍澳綫通車
2002年8月4日，將軍澳綫局部通車，取代觀塘綫過海地位，原屬觀塘綫的北角站及鰂魚涌站改屬將軍澳綫，而為統一地鐵系統的上下行月台編號，故前地鐵於2001年9月27日起將車站3號月台（上行月台）及4號月台（下行月台）編號互換，以符合未來將軍澳綫之上下行編排。

### 康城站通車
2009年7月26日，康城站通車。由於在繁忙時間的將軍澳綫北行列車有不同的終點站，港鐵在鰂魚涌站3號月台安裝了數部液晶顯示器，以顯示未來4班列車的終點站以及抵站時間；而在非繁忙時間由鰂魚涌站前往康城站的乘客須在調景嶺站或將軍澳站轉車。

### 反修例示威者事件
- 2019年8月11日晚上10時許，一批示威者在鰂魚涌站的東大堂閘機設置防線，在後方舉起雨傘，堆起鐵欄，並用消防喉射水，與車站外手持盾牌的防暴警員對峙。而警車及大批防暴警員在英皇道及模範里戒備[17]。直至當晚約10時35分，示威者才陸續撤退至太古站[18]。

## 外部連結
- 港鐵公司－鰂魚涌站街道圖 （页面存档备份，存于）
- 港鐵公司－鰂魚涌站位置圖 （页面存档备份，存于）
- 港鐵公司－鰂魚涌站列車服務時間 （页面存档备份，存于）
- 香港鐵路大典上的相关条目：鰂魚涌站